# Mathieu Ier de Montmorency
Pour les articles homonymes, voir Mathieu et Mathieu Ier.
Mathieu Ier de Montmorency (v. 1100 – 1160), fils aîné de Bouchard IV de Montmorency et d'Agnès de Beaumont-sur-Oise, dame de Conflans-Sainte-Honorine, seigneur de Montmorency, d'Écouen, de Marly-le-Roi, de Conflans-Sainte-Honorine et d'Attichy.

## Biographie
Il profite habilement de la faveur dont il jouit auprès des deux rois ennemis, Henri Ier d'Angleterre et Louis VII le Jeune. Le premier lui donne en mariage en 1126 sa fille naturelle Alix ou Aline et le second lui octroie en 1138 la charge de connétable de ses armées. 
En 1141, il part guerroyer pour le compte du roi Louis VII contre le Comte de Toulouse. Il est peut-être régent du royaume au côté de l'abbé Suger lors de l'absence de Louis VII parti en Palestine pour la deuxième croisade, il comble de largesses l'abbaye Saint-Victor.
Depuis que le roi Robert a contraint en 997 son ancêtre Bouchard le Barbu à échanger son poste de l'île Saint-Denis - d'où il rançonnait les bateaux passant sur la Seine y compris ceux de l'abbaye de Saint-Denis, amenant l'abbé Vivian à le traduire en justice devant le roi - pour le domaine de Montmorency afin de l'éloigner de l'abbaye, la famille a fait de son mieux pour agrandir son domaine au détriment de celui de l'abbaye et pour diminuer la puissance de cet établissement en fondant des établissements concurrents. En 1169 Mathieu Ier fonde le prieuré de Bois-Saint-Père près du château de la Chasse et la collégiale Saint-Martin à Montmorency,.

## Mariages et descendance
Vers 1126, il épouse Aline ou Alix (Alice FitzRoy (en)), fille illégitime du roi Henri Ier d'Angleterre, laquelle lui donne :
1. Henri, mort jeune[4] ;
2. Bouchard V de Montmorency[5],[6] († 1189, Jérusalem), qui épouse en 1173 Laurette ou Laurence de Hainaut († 9 août 1181), fille du comte Baudouin IV de Hainaut. Ils auront un fils Mathieu II de Montmorency surnommé le Grand ou le Grand Connétable ;
3. Thibaud de Montmorency, seigneur de Marly, il partit en croisade en 1173. Il finit sa vie comme moine de Cîteaux en 1190[7] ;
4. Hervé de Montmorency, abbé de Saint-Martin de Montmorency, puis diacre et doyen de l'Église de Paris[7] ;
5. Mathieu Ier de Marly (de), il hérite la seigneurie de Marly de son frère Thibaud et devient l'auteur de la branche de Montmorency-Marly ; croisé des troisième et quatrième croisades ; époux de Mathilde de Garlande, il est père de Bouchard de Marly (dont la fille Isabelle transmet Marly à son mari Guy III de Lévis), et de Marguerite qui épouse Aymeri III de Narbonne.

En 1141, Mathieu de Montmorency épouse en secondes noces Adèle de Savoie (ou Alix, ou Adélaïde) (1100 – 1154), veuve du roi Louis VI le Gros. Adèle de Savoie est la fille du comte de Savoie, Humbert II et de Gisèle de Bourgogne, sœur du pape Calixte II.
De cette seconde épouse est née une autre fille : Aelis, Alix ou Adèle de Montmorency, demi-soeur du roi Louis VII de France.